# Ctenophorus isolepis
Ctenophorus isolepis là một loài thằn lằn trong họ Agamidae. Loài này được Fischer mô tả khoa học đầu tiên năm 1881.